# Livländischer Orden
Als Livländischer Orden oder Livonischer Orden wird der strukturell eigenständige Teil des Deutschen Ordens im Baltikum bezeichnet. Nach einer vernichtenden Niederlage in der Schlacht von Schaulen (1236) gegen die Livländer wurde der Schwertbrüderorden in den Deutschen Orden eingegliedert, wobei dessen Besitz bei Wahrung einer eigenen livländischen Verwaltung auf den sich 1237 konstituierenden Livländischen Orden übertragen wurde.
Der Ritterorden war von 1237 bis 1561 Bestandteil des Deutschordensstaats. Mit der Schlacht auf dem Peipussee 1242 wurde die Ostexpansion des vereinigten Ordens gestoppt.

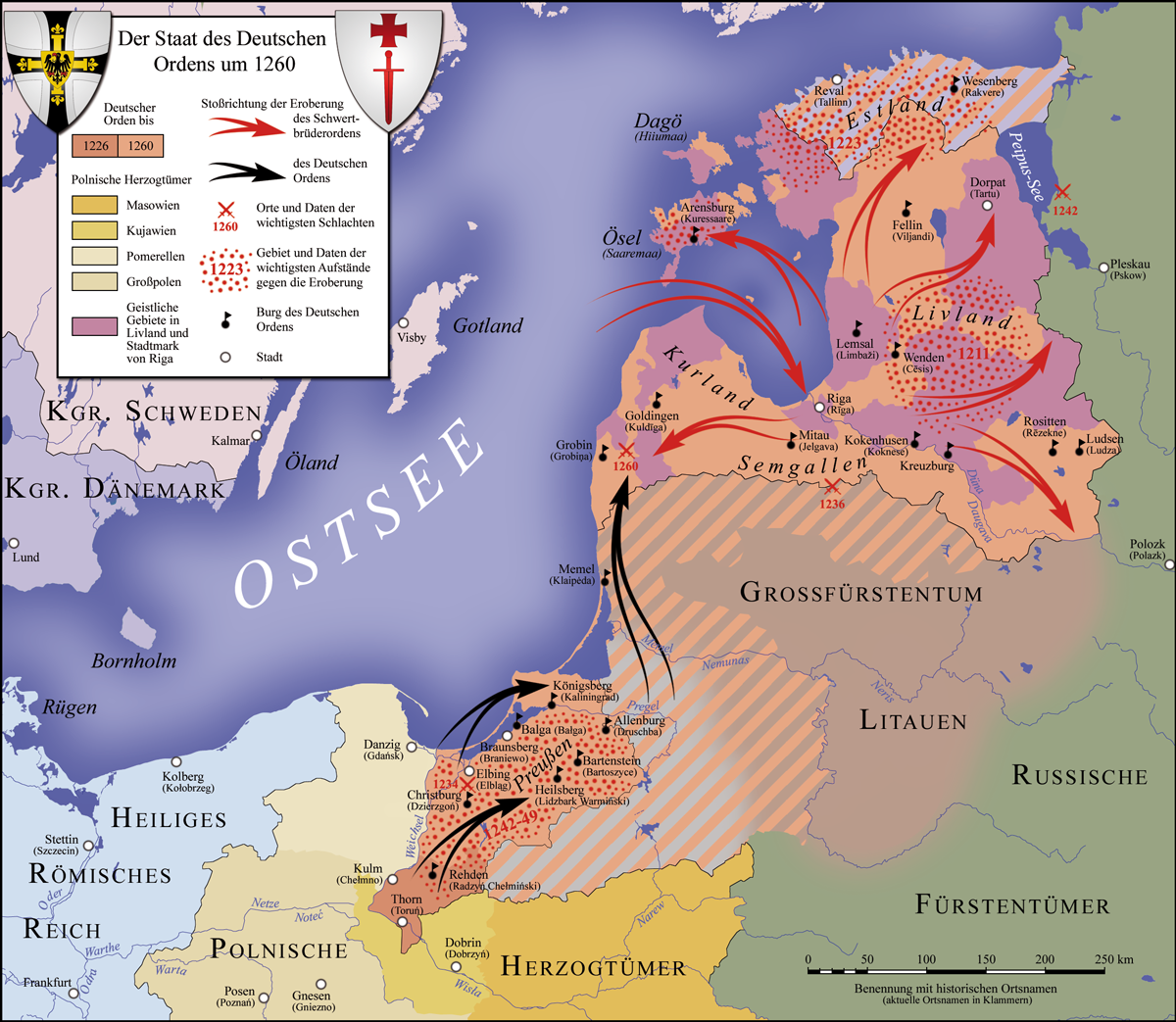
Eroberungen des Deutschen Ordens in Preußen und des 1237 mit ihm vereinigten Schwertbrüderordens in Kurland und Livland bis 1260; bei den schraffierten Gebieten handelt es sich um die umkämpften Territorien in Preußen und Schamaiten

## Geschichte
Der 1202 in Riga gegründete Schwertbrüderorden (Ornat: weißer Mantel mit rotem Kreuz und rotem Schwert) erlitt 1236 in der Schlacht von Schaulen eine vernichtende Niederlage gegen die baltischen Schamaiten, Litauer sowie Semgaller. Daraufhin handelte Hermann von Salza persönlich mit der Kurie die Union von Viterbo aus, als deren Ergebnis Deutscher Orden und Schwertbrüderorden vereinigt wurden. So erwarb man mit den livländischen Kommenden ein zweites Kernland, das sogenannte Meistertum Livland, wo nach dem Muster Preußens das bereits bestehende System von Burgen (sogenannte feste Häuser) ausgebaut wurde.
1237 traf der Landmeister von Preußen, Hermann von Balk, als Bevollmächtigter des Hochmeisters Hermann von Salza beim durch die heidnischen Litauer schwer bedrängten Bischof in Riga ein. Die päpstlich beglaubigten Rechte des Deutschen Ordens wurden hier sofort anerkannt. Fortan übte ein Landmeister die Hoheitsrechte des Ordens in Livland aus. 
Die unmittelbar folgende militärische Ostexpansion des vereinigten Ordens wurde bereits mit der Schlacht auf dem Peipussee am 5. April 1242 und der Wiedereroberung des wichtigen Handelsplatzes Pskow durch ein christlich-orthodoxes russisches Heer unter Führung des Nowgoroder Fürsten Alexander Newski endgültig gestoppt.
Die preußischen und livländischen Ordenszweige blieben sowohl administrativ als territorial weiterhin getrennt. In Livland existierte, im Gegensatz zu Preußen, eine Teilung der Einflusssphären zwischen der Ordensgewalt und verschiedenen autonomen Bistümern. Bis in die Mitte des 14. Jahrhunderts gehörten einige nördliche Teile Livlands zum Königreich Dänemark. 
Hinzu kam die unterschiedliche Herkunft der Kader beider Ordenszweige: Während in Preußen vorwiegend mittel- und westdeutsche Ordensherren regierten, rekrutierte sich das Korps des livländischen Ordenszweiges überwiegend aus norddeutschen und dänischen Rittern. Darin spiegelte sich die Bindung dieses Landes an die Traditionen der gewaltsamen Missionierung der Liven und Esten Anfang des 13. Jahrhunderts wider: Die Verbreitung des Christentums im nördlichen Baltikum erfolgte über vorhanseatische Seeverbindungen von Stützpunkten wie Lübeck und dem dänischen Seeland aus.
Koordinierte Aktivitäten beider Ordenszweige im andauernden Krieg gegen das Großfürstentum Litauen blieben angesichts dieser Konstellation die Ausnahme. Herausragendes Beispiel ist die Abwesenheit des gesamten livländischen Ordenszweiges während der entscheidenden Kampagne von 1410, die zur Katastrophe in der Schlacht bei Tannenberg führte. Der livländische Landmeister Conrad von Vytinghove berief sich auf einen mit dem litauischen Großfürsten Vytautas vereinbarten Waffenstillstand.
In den kriegerischen Auseinandersetzungen des preußischen Ordensstaates mit Polen und dem preußischen Bund blieb der livländische Ordenszweig weitgehend neutral und wurde daher nicht in die Verhandlungen mit dem Königreich Polen nach Beendigung der Kampfhandlungen eingebunden. Preußen wurde 1525 zum weltlichen Herzogtum, während der livländische Ordensstaat erst 1561 zum Herzogtum Kurland und Semgallen sowie dem Herzogtum Livland säkularisiert wurde.